# 蘆原區

行政區劃圖

蘆原區（：／ Nowon gu */?）是位於大韓民國首都首爾特別市東北部的一個住宅區。

## 交通
区内光大學站（原·城北站）是京元線與忘憂線的一座轉乘車站，同時也是首都圈電鐵1號線、京春線的停靠站。
韓國鐵道公社
- 京元線（●首都圈電鐵1號線）：月溪站 - 光大學站 - 石溪站
- 忘憂線（●首都圈電鐵京春線）：光大學站

首爾交通公社
- ●首都圈电铁4号线：堂嶺站 - 上溪站 - 蘆原站
- ●首尔地铁6号线：石溪站 - 泰陵站 - 花郎臺站
- ●首爾地鐵7號線：水落山站 - 馬得站 - 蘆原站 - 中溪站 - 下溪站 - 孔陵站 - 泰陵站